# Старе Янсітово
Старе Янсі́тово (рос. Старое Янситово, чув. Çӳлти Кинчер) — присілок у складі Урмарського району Чувашії, Росія. Входить до складу Шихабиловського сільського поселення.
Населення — 267 осіб (2010; 295 у 2002).
Національний склад:
- чуваші — 98 %